# Matartrafik
Matartrafik innebär trafik avsedd att transportera resenärer från ytterområden till nav angjord av linjer till fler destinationer eller med högre hastighet eller tätare trafik.
Begreppet används både för lokaltrafik såsom bussar och spårvagnar men även inom flygsektorn då det kallas matarflyg.
Lokal matartrafik är ofta bussar från ytterområden till pendeltågslinjer eller tunnelbana. Exempelvis bedrivs matartrafik till tunnelbanan i Stockholm. Det kan även vara mindre bussar till en linje med större bussar eller en vanlig järnvägslinje till en höghastighetslinje.
Matarflyg innebär att man transporterar passagerare från mindre flygplatser (matarflygplatser) till stora internationella flygplatser med fler avlägsna destinationer. Exempelvis bedrivs matarflyg från Norrköping till München och från Linköping till Amsterdam.